# Dahuk (província)
Dahuk ou Dohuk (em árabe: دهوك; romaniz.: Dahūk, em curdo: Dihok) é uma das 19 províncias do Iraque. Possui 10 000 quilômetros quadrados e segundo censo de 2018, havia 1 292 535 habitantes. Sua capital fica em Dohuk.